# Rilić
 Ovo je glavno značenje pojma Rilić. Za druga značenja pogledajte Rilić (razdvojba).
Rilić je niži jugoistočni ogranak biokovskog planinskog masiva, koji se sa zapada nadovezuje na Biokovo od Gornjih Igrana i prijevoja Sarnač, a proteže se do delte rijeke Neretve prema jugoistoku. U širem smislu taj ogranak obuhvaća predjele Rilić i Sutvid.
Najviši vrh predjela Rilić je Šapašnik (920 m), a predjela Sutvid je Velika Kapela (1155 m). Sjevernije i usporedno s Rilićem, u zaleđu se pruža Vrgorsko gorje s planinama Matokit, Mihovil i Šibenik s hrbatima Satulija, Veliki Šibenik (1314 m) i Mali Šibenik.

## Vanjske poveznice
|  | Zajednički poslužitelj ima još gradiva o temi Rilić |